# District de domaine
Le district de domaine est unité territoriale comparable à des communes. Cependant, il n'y a pas de conseil municipal dans le district de domaine. Au contraire, ils sont administrés par le propriétaire foncier respectif. Tous les droits et devoirs publics sont donc réunis en sa personne. Il existe encore des districts de domaine dans un certain nombre d'États de la République fédérale d'Allemagne, souvent dans de grandes forêts domaniales inhabitées, des zones d'entraînement militaire ou similaires. Officiellement, cependant, il est souvent appelé zone sans commune.

## Histoire
Dans la région agricole du nord (de) et, surtout, de l'est de l'Allemagne, il existe sur le territoire de la Prusse et du Mecklembourg, plus de 10 000 districts de domaine jusqu'à la première moitié du XXe siècle. La plupart d'entre eux étaient situés à l'Est de l'Elbe, , mais le Schleswig-Holstein (où ils ont succédé aux domaines nobles) en compte également un nombre important. En 1928/29, la plupart des districts de domaine de Prusse sont dissous.
La structure communale du pays est autrefois façonnée par le dualisme entre
- Fermes isolées, villages ou parties de villages sur lesquels la noblesse a son siège (« domaines de chevaliers » : districts de domaine indépendants) et
- Villages dans lesquels des fermiers libres vivent ensemble sur leur propre terrain.

La propriété seigneuriale du domaine est basée sur la constitution militaire et le système féodal des anciens États allemands. Après cela, les domaines seigneuriaux sont appelés domaines seigneuriaux dont les propriétaires sont tenus de rendre des services chevaleresques au souverain. Le "chevalier de naissance" a presque exclusivement droit à la noblesse. Il a fait son service militaire et le fermier paye des impôts.
De plus, le souverain est également en partie actif en tant que propriétaire terrien paysan en faisant gérer des domaines de l'État, les «domaines». Ceux-ci sont également organisés en districts de domaine.

### Prusse
Dans les provinces prussiennes dites « Vieille Prusse » (Brandebourg, Saxe, Prusse-Orientale, Prusse-Occidentale, Poméranie et Silésie), le district de domaine représente une partie spatialement délimitée du pays, dont le territoire et les habitants sont soumis au pouvoir souverain d'un seigneur du domaine.

#### XIXesiècle
Le concept de district de domaine apparaît pour la première fois dans la loi prussienne sur l'assistance aux pauvres de 1842. Historiquement, le district de domaine prussien se développe après que, à la suite de la libération des paysans et de l'abolition de l'assujettissement héréditaire, la propriété supérieure du seigneur sur les terres agricoles et les terres de travaux périphériques du propriétaire soit devenue une marque de domaine rural et donc une commune rurale. Auparavant, le droit foncier général ne connait que les communes et les domaines qui les surplombent. À partir de 1870, dans les provinces orientales prussiennes, la commune côtoie juridiquement le district de domaine, qui représente une structure communale indépendante, mais sans être une collectivité de droit public, contrairement à la commune. En termes de droits et de devoirs, cependant, le district du domaine est égal à la commune selon les dispositions du code communal prussien (de). Selon le règlement prussien de 1872 sur les arrondissements (KrO), les districts de domaine peuvent former des districts administratifs indépendants (§ 48 n° 2 KrO), les districts de domaine les plus importants, parmi lesquels figurent également des personnes morales, forment une association électorale propre pour le conseil de district (§ 85 lettre a KrO). Les autres districts fonciers forment une association électorale avec les communes (§ 98 KrO), la représentation étant assurée par le propriétaire foncier et non par un représentant élu.
Le propriétaire du domaine doit être confirmé comme chef du domaine par l'administrateur de l'arrondissement. Il peut confier ses tâches à un adjoint, et le chef d'une commune voisine peut également être nommé adjoint. La nomination d'un suppléant est obligatoire lorsque le propriétaire est une femme célibataire ou veuve, que le bien appartient à une personne morale, que l'autorité parentale sur le propriétaire est dévolue à sa mère ou que le tuteur ou le curateur du propriétaire est une femme. À l'exception du système scolaire, le propriétaire est responsable des droits et obligations vis-à-vis de l'État prussien. Jusqu'à l'entrée en vigueur de l'ordonnance d'arrondissement de 1872, il détient notamment le pouvoir de la police, la juridiction seigneuriale ayant été abolie par l'ordonnance du 2 janvier 1849.
Les districts de domaine des anciennes provinces prussiennes peuvent être élevés au rang de domaine par le roi, à condition qu'ils n'ont pas déjà ce statut avant la libération des paysans. À Hanovre, depuis 1874, le haut président peut former et abolir des domaines seigneuriaux.
En plus des districts de domaine privés, il y a des districts de domaine fiscaux.

#### La dissolution des districts de domaine de 1928 à 1930
Au 1er janvier 1928, la Prusse compte 11.894 districts de domaine à côté d'environ 1000 communes urbaines et 29.000 communes rurales. Afin de permettre à tous les habitants de l'État prussien de représenter leurs intérêts au niveau communal, la loi prussienne sur la réglementation de différents points du droit constitutionnel communal du 27 décembre 1927 prescrit en principe dans son § 11 la suppression des districts de domaine. À partir du 30 septembre 1928 et à des dates ultérieures, la plupart des districts de domaine sont dissous. Sur la base de propositions des conseils ruraux, ils sont intégrés à des communes voisines ou transformés en communes. Le 1er août 1930, il ne reste plus que 275 districts de domaine, la plupart étant de grands districts forestiers.
Cependant, de plus grandes zones forestières et aquatiques sont restées des districts de domaine en dehors de la structure communale "normale", car la vie communautaire ne peut pas s'y développer, par exemple:
- District de domaine d'Usedom- partie de Wollin (arrondissement d'Usedom-Wollin),
- District de domaine de Ramucker Heide, partie de Forst (arrondissement d'Allenstein).

### Royaume de Saxe
En Saxe, des districts de domaine sont créés après l'incorporation à l'Empire allemand en 1866/1871, par exemple pour le complexe de casernes de Dresde-Neustadt. Ils sont supprimés après 1918 et à nouveau en 1945. Ils existent en tant que collectivités autonomes particulières. Selon le § 82 du Reichslandgemeindeordnung (RLGO) saxon, les châteaux royaux, les forêts publiques et privées n'appartenant jusqu'alors à aucune commune, les biens de chambre et de chevaliers ainsi que les biens assimilés aux biens de chevaliers comptent comme des districts de domaine. Au début de l'année 1910, il existe 1218 districts de domaine en Saxe. Les districts sont représentés par le propriétaire du domaine, dont le statut correspond à celui d'un représentant de la commune. S'il n'est pas présent sur son domaine, il doit désigner un suppléant.

### Ordonnance de 1938 sur les districts de domaine et les terrains non communaux
Avec l'introduction du code communal allemand unifié du 30 janvier 1935 et le réarmement donnent la possibilité de mettre en place une réglementation uniforme dans tout le Reich allemand concernant les zones où - en raison de la Wehrmacht - aucune vie communale ne peut se développer. Il s'agit essentiellement des terrains d'entraînement militaire.

#### Reconversion de district de domaine existants
Les zones d'entraînement militaire existantes en Prusse (y compris les zones annexées en 1939) sont progressivement converties en districts de domaine de droit du Reich.

##### Prusse
- Province de Rhénanie : district de domaine de la Luftwaffe d'Ahrbrück (de) dans l'arrondissement d'Ahrweiler au 1er avril 1942,
- Province de Haute-Silésie : district du domaine de la Luftwaffe d'Udetfeld dans l'arrondissement de Warthenau (de) : préparé, mais non mis en œuvre
- Province de Prusse-Orientale : district du domaine militaire de Mielau dans les arrondissements de Mielau (de), Praschnitz (de) et Zichenau (de) au 1er juillet 1943.

##### Reich extra-prussien
- Wurtemberg : District du domaine militaire de Münsingen dans l'arrondissement de Münsingen (de) au 1er octobre 1942,
- Reichsgau Wartheland dans l'arrondissement de Schieratz (de) : district de domaine militaire de Schieratz dans les arrondissements de Lask (de), Schieratz (de) et Welun (de) au 1er juillet 1944,
- Reichsgau du Bas-Danube dans le district de Zwettl : district du domaine militaire de Döllersheim, zone d'entraînement militaire (de) au 1er avril 1941.

##### Gouvernement général
- District de Radom : district de domaine de l'armée au milieu de Radom dans l'autorité de district de Radom au 1er juillet 1943.

## Situation juridique actuelle
En République fédérale d'Allemagne, le droit communal est à nouveau le droit de l'État. Aujourd'hui, certaines zones non constituées en commune en Allemagne sont encore appelées districts de domaine, notamment:
- District de domaine de Münsingen, arrondissement de Reutlingen
- District de domaine forestier de Kaufungen (de), arrondissement de Werra-Meissner, forêt de Kaufungen (de)
- District de domaine de Reinhardswald (de), arrondissement de Cassel
- District de domaine de Spessart (de), arrondissement de Main-Kinzig
- District de domaine forestier de Buchholz (de), arrondissement de Segeberg
- District de domaine forestier de Sachsenwald, arrondissement du duché de Lauenbourg